# Oo (digramme)
Cette page contient des caractères spéciaux ou non latins. S’ils s’affichent mal (▯, ?, etc.), consultez la page d’aide Unicode.
Pour les articles homonymes, voir OO.
Oo (minuscule oo) est un digramme de l'alphabet latin composé de deux O. Il ne doit pas être confondu avec la ligature Ꝏ

## Linguistique
- En allemand, le digramme « oo » correspond généralement à [oː].
- En anglais, le digramme « oo » correspond généralement à [ʊ] ou [uː].

## Représentation informatique
Comme la majorité des digrammes, il n'existe aucun encodage de Oo sous un seul signe, il est toujours réalisé en accolant deux O.